# Ruy Castro
Ruy Castro (Caratinga, 26 febbraio 1948) è un giornalista, scrittore e traduttore brasiliano, noto per la produzione di biografie e reportage.

## Biografia
Ha cominciato la carriera giornalistica nel 1967 con il Correio da Manhã. Ha successivamente collaborato anche con Pasquim, Jornal do Brasil, Folha de São Paulo, Veja São Paulo, IstoÉ, Playboy, Status e Manchete.
Dal 1990 si dedica alla scrittura di libri, pubblicando biografie su Carmen Miranda, Garrincha e Nelson Rodrigues, oltre che "opere di ricostruzione storica" sulla Bossa Nova e sul Flamengo. Il metodo da lui adottato per la stesura dei testi biografici prevede la realizzazione di centinaia di interviste - furono più di cinquecento quelle occorse per "Estrela Solitária: Um brasileiro chamado Garrincha", sempre raccolte senza l'ausilio di registrazioni, così da non inibire l'interlocutore.
Ha tradotto in portoghese Frankenstein e Alice nel Paese delle Meraviglie.
Come romanziere, ha avuto successo con il poliziesco "Bilac Vê Estrelas" e l'adolescenziale "O Pai que era Mãe".
Nel 2021 è stato insignito del Prêmio Machado de Assis.

## Opere pubblicate
- Chega de Saudade: A história e as histórias da Bossa Nova - 1990;
- O Anjo Pornográfico: A vida de Nelson Rodrigues - 1992;
- Saudades do Século XX - 1994;
- Estrela Solitária: Um brasileiro chamado Garrincha - 1995;
- Ela è Carioca - 1999;
- Bilac Vê Estrelas - 2000;
- O Pai que era Mãe - 2001;
- A Onda que se Ergueu no Mar - 2001;
- Carnaval no Fogo - 2003;
- Flamengo: Vermelho e Negro - 2004;
- Amestrando Orgasmos - 2004;
- Carmen: Uma biografia - 2005;
- Tempestade de Ritmos - 2007;
- Era no tempo do rei: Um romance da chegada da corte - 2007;

### Partecipazioni, adattamenti e antologie
- O Melhor do Mau-Humor: Uma antologia de citações venenosas;
- Contos de Estimação;
- Alice no País das Maravilhas;
- O Poder de Mau-Humor;
- Querido Poeta: Correspondência de Vinícius de Moraes.